# David Tomlinson
David Cecil MacAlister Tomlinson (Henley-on-Thames, 7 de maio de 1917 — Westminster, 24 de junho de 2000) foi um ator e comediante inglês de teatro, cinema e televisão. Tendo sido descrito como protagonista e ator de personagem, ele é lembrado principalmente por seus papéis como a figura de autoridade George Banks em Mary Poppins, o mágico fraudulento Professor Emelius Browne em Bedknobs and Broomsticks, e como o infeliz antagonista Peter Thorndyke em The Love Bug. Tomlinson foi nomeado postumamente como uma lenda da Disney em 2002.

## Juventude
David Cecil McAlister Tomlinson nasceu em Henley-on-Thames, Oxfordshire, em 7 de maio de 1917, filho de Florence Elizabeth Tomlinson (nascida Sinclair-Thomson; 1890–1986) e Clarence Samuel Tomlinson (1883–1978), um respeitado advogado de Londres. Ele frequentou a Tonbridge School e saiu para se juntar à Grenadier Guards por 16 meses. Seu pai então lhe garantiu um emprego como balconista na Shell Mex House.
Sua carreira no palco cresceu de produções teatrais amadoras até sua estreia no cinema em 1940, em Quiet Wedding. Sua carreira foi interrompida quando ele ingressou no serviço na Segunda Guerra Mundial como Tenente de voo na RAF. Durante a guerra, ele aprendeu a voar no Canadá e foi designado instrutor de vôo no Reino Unido, ao mesmo tempo que apareceu em mais três filmes. Ele continuou voando após a guerra. Em uma ocasião, um avião Tiger Moth que ele pilotava caiu em uma floresta perto de seu quintal depois que ele perdeu a consciência enquanto realizava acrobacias.

## Carreira cinematográfica
Tomlinson interpretou Philip Rowe, um dos três aviadores britânicos que escaparam de um campo de prisioneiros de guerra alemão, no filme britânico de 1950, The Wooden Horse.
Tomlinson desempenhou o papel de George Banks, chefe da família Banks, no filme da Disney Mary Poppins (1964). Mary Poppins trouxe Tomlinson para continuar o trabalho com a Disney, aparecendo em The Love Bug (1968) e Bedknobs and Broomsticks (1971). Ao longo do resto da carreira cinematográfica de Tomlinson, ele nunca se afastou das comédias. Sua última aparição como ator foi em The Fiendish Plot of Dr. Fu Manchu (1980), que também foi o último filme de Peter Sellers. Tomlinson deixou de atuar aos 63 anos para passar mais tempo com sua família. No entanto, em 1992, aos 75 anos, ele apareceu no talk show Wogan junto com Tommy Cockles.

## Elogios
7º Grammy Awards - Vencedor - Melhor Gravação Infantil (Julie Andrews, Dick Van Dyke com David Tomlinson, Glynis Johns, Ed Wynn - Mary Poppins)
Prêmio Lendas da Disney - 2002

## Vida pessoal e morte
Tomlinson foi casado pela primeira vez com Mary Lindsay Hiddingh, filha de L. Seton Lindsay, vice-presidente da New York Life Insurance Company. Ela ficou viúva em 1941, quando seu marido, o major Armand Guy Hiddingh, foi morto em combate, deixando-a cuidando de seus dois filhos pequenos. Tomlinson se casou com Mary em Nova Iorque em setembro de 1943, mas em 2 de dezembro de 1943, ela se matou e a seus dois filhos em um assassinato-suicídio ao pular de um hotel na cidade de Nova Iorque, depois de saber que não poderia levar seus dois filhos com ela para se juntar a Tomlinson na Inglaterra até o fim da Segunda Guerra Mundial.
A segunda esposa de Tomlinson foi a atriz Audrey Freeman (nascida em 12 de novembro de 1931), com quem se casou em 17 de maio de 1953, e o casal permaneceu junto por 47 anos até sua morte. Eles tiveram quatro filhos: David Jr., William, Henry e James.
Tomlinson morreu pacificamente enquanto dormia no King Edward VII's Hospital, em Westminster, às 4h do dia 24 de junho de 2000, após sofrer um derrame. Ele tinha 83 anos. Ele foi enterrado em sua propriedade em Mursley, Buckinghamshire. Tomlinson brincou dizendo que queria "ator genial, irresistível para as mulheres" como epitáfio.

## Filmografia

### Filme
- Garrison Follies (1940; sem créditos)
- Quiet Wedding (1941) como John Royd
- My Wife's Family (1941) como Willie Bagshott
- "Pimpernel" Smith (1941) como Steve
- The Way to the Stars (1945) como 'Prune' Parsons
- Journey Together (1945) como Smith
- I See a Dark Stranger (1946) como oficial de inteligência
- School for Secrets (1946) como Sr. Watlington
- Fame Is the Spur (1947) como Lorde Liskeard
- Master of Bankdam (1947) como Lancelot Handel Crowther
- Easy Money (1948) como Martin Latham
- Miranda (1948) como Charles
- Broken Journey (1948) como Jimmy Marshall
- My Brother's Keeper (1948) como Ronnie Waring
- Sleeping Car to Trieste (1948) como Tom Bishop
- Love in Waiting (1948) como Robert Clitheroe
- Here Come the Huggetts (1948) como Harold Hinchley
- Warning to Wantons (1949) como Conde Max Kardak
- Vote for Huggett (1949) como Harold Hinchley
- Marry Me! (1949) como David Haig
- Helter Skelter (1949) como Nick Martin
- The Chiltern Hundreds] (1949) como Lorde Tony Pym
- Landfall (1949) como Binks
- So Long at the Fair (1950) como Johnny Barton
- The Wooden Horse (1950) como Philip Rowe
- Calling Bulldog Drummond (1951) como Algernon 'Algy' Longworth
- Hotel Sahara (1951) como Capitão Puffin Cheyne
- The Magic Box (1951) como assistente de laboratório
- Castle in the Air (1952) como Conde de Locharne
- Made in Heaven (1952) como Basil Topham
- Is Your Honeymoon Really Necessary? (1953) como Frank Betteron
- All for Mary (1955) como Humphrey 'Humpy' Miller
- Three Men in a Boat (1956) como Jerome
- Carry On Admiral (1957) como Tom Baker
- Up the Creek (1958) como Lt. Humphrey Fairweather
- Further Up the Creek (1958) como Lt. Humphrey Fairweather
- Follow That Horse! (1960) como Dick Lanchester
- Tom Jones (1963) como Lord Fellamar
- Mary Poppins (1964) como George Banks
- The Truth About Spring (1964) como Charles Skelton
- The City Under the Sea (1965) como Harold Tufnell-Jones
- The Liquidator (1965) como Quadrant
- The Love Bug (1968) como Peter Thorndyke
- Bedknobs and Broomsticks (1971) como Professor Emelius Browne
- From Hong Kong with Love (1975) como Sir John MacGregor
- Wombling Free (1977) como Roland Frogmorton
- The Water Babies (1978) as Sir John / Urso Polar (voz)
- Dominique (1979) as advogado
- The Fiendish Plot of Dr. Fu Manchu (1980) as Sir Roger Avery

### Televisão
- The Birdcage Room (TV Film) (1954) – Lorde Tempest
- All for Mary (transmissão externa da produção teatral, 1954) – Clive Norton
- Theatre Royal (1955) – episódio – The No Man – Tom Pettigo
- Theatre Night (1957) – episódio – Dear Delinquent – David Warren
- ITV Play of the Week (1960) – episódio – The Happy Man – Tom Swinley
- Comedy Playhouse (1967) – episódio – Loitering With Intent – Charles Pinfold
- Hawaii Five-O (1976) – episódio – Nine Dragons – Blake